# AMSN
aMSN (Alvaro's Messenger) était un client de messagerie instantanée, clone libre de Windows Live Messenger, utilisant le protocole de Microsoft MSNP.
Projet développé pour être utilisé sous Linux, aMSN est porté sur plusieurs autres OS, notamment Microsoft Windows, Mac OS X et FreeBSD. Il s'agit d'une version modifiée et multilingue de Compu's Messenger (CCMSN). Il est codé en Tcl/Tk.
aMSN permet entre autres à l'utilisateur de se connecter avec le statut « Hors Ligne », donc invisible des autres utilisateurs. Cette option, un des atouts les plus courtisés de aMSN, a été reprise par MSN Messenger à partir de la version 7. Il dispose par ailleurs de nombreux skins et plugins pour se rapprocher de MSN Messenger :
Le plugin "Nudge" (installé avec aMSN) apporte la gestion des Wizz.
À partir de la version 0.95, l'utilisation de la webcam (sans le son) et l'utilisation d'émoticônes personnalisées compatible avec MSN Messenger 7 sont possibles.

## Historique
Le 19 septembre 2001, CCMSN est lancé sur Freshmeat.net par Dave Musfed. Cette version était la version initiale d'un simple clone de MSN Messenger écrit en Tcl/Tk. À ce niveau, il ne supportait pas les émoticônes dans la fenêtre de discussion, mais il fournissait un support basique pour les discussions et semblait assez similaire au MSN Messenger pour Windows.
Après quelque temps, il semble que le développement de CCMSN fut stoppé, bien qu'il y eut un certain nombre d'utilisateurs. C'est pourquoi un certain nombre de ces utilisateurs créèrent leur propre amélioration de CCMSN.
- Le 23 avril 2002, Didimo E. Grimaldo T. annonça qu'il effectuait ses propres changements et qu'il allait créer un paquet RPM.
- Le 15 mai 2002, Alvaro Iradier annonça qu'il allait faire aussi ses propres changements qu'il allait rendre téléchargeable via sa propre connexion.
- Le 22 mai 2002, Grimaldo T. rejoignit Alvaro Iradier pour le développement d'une version modifiée de CCMSN, appelée aMSN. Cette version modifiée fut mise en ligne sur le site sourceforge.net, consacrant la naissance du projet aMSN.
- Entre le 22 mai 2002 et le 5 juillet 2002, 10 versions d'aMSN sont sorties (de 0.44 à 0.61). Les statistiques de téléchargement augmentèrent de 878 à 15 783 de mai à juillet.
- En juillet 2002, Didimo E. Grimaldo T. cessa de travailler sur aMSN à cause d'un manque de temps.
- Le 22 août 2002, Philippe G. Khalaf rejoignit l'équipe de développement d'aMSN alors que le projet prenait de l'ampleur, tant en nombre d'utilisateurs qu'en nombre de fonctionnalités.
- Le 23 mai 2003, Youness Alaoui rejoignit l'équipe de développement d'aMSN. Avec 3 membres très actifs, il ne passa pas de jours sans que aMSN reçût des changements et des améliorations.
- Entre mai 2003 et octobre 2003, l'équipe livra trois versions majeures d'aMSN (0.80 à 0.83). Ces 3 versions ont conduit à environ 450 000 téléchargements en presque 8 mois.
- Durant le mois de décembre, l'intérêt porté au projet aMSN a eu un considérable "boom", et nombre de développeurs, de testeurs, de créateurs de paquets, de dessinateurs web et d'artistes joignirent l'équipe d'aMSN qui compta soudainement 19 membres.
- Le 11 mars 2004, aMSN atteignit la barre du million de téléchargements.
- Le 25 décembre 2005, sortie de la version 0.95 après plus d'un an sans nouvelle mise à jour.
- Le 11 juillet 2006, la version 0.96 RC1 est sortie avec le support du nouveau protocole (MSNP12) ainsi que d'autres améliorations sur l'apparence ainsi que des corrections de bogues.
- Le 5 novembre 2006, changement d'adresse du projet : www.amsn-project.net.
- Le 24 novembre 2006, sortie de la version 0.96.
- Le 22 mai 2007, sortie de la version 0.97 RC1 qui apporte de nombreuses améliorations et fonctionnalités.
- Le 25 décembre 2007, sortie de la version 0.97.
- Le 26 juin 2008, sortie de la version 0.97.1 qui corrige uniquement des bugs de la version précédente (bugfix release).
- Le 3 août 2008, sortie de la version 0.97.2 qui corrige certains bugs.
- Le 11 novembre 2009, sortie de la version 0.98.1 qui supporte l'audio, la vidéo, les jeux, le support de Maemo 5 et corrige une série de bugs (la version 0.98 n'a jamais été publiée officiellement).
- Le 8 mars 2010, sortie de la version 0.98.3 (la version 0.98.2 n'a jamais été officialisée)

## Futur
aMSN 2 est en cours de développement[Quand ?], il s'agira d'une réécriture complète en Python avec les EFL, les bibliothèques sur lesquelles est basée Enlightenment et le moteur de rendu WebKit.
Pour réaliser cette version, les développeurs d'emesene, de pyMSN et d'Elloquence Messenger ont rejoint l'équipe de aMSN.
Pour une meilleure intégration dans les différents systèmes d'exploitation, des interfaces en Cocoa, GTK+, Qt 4 et autres seront disponibles.